# Hyllisia unicoloricornis
Hyllisia unicoloricornis är en skalbaggsart som beskrevs av Stefan von Breuning 1954. Hyllisia unicoloricornis ingår i släktet Hyllisia och familjen långhorningar. Inga underarter finns listade i Catalogue of Life.